# Traktat grenlandzki
Traktat grenlandzki (duń. Grønlandstraktaten), właśc. Traktat zmieniający Traktaty ustanawiające Wspólnoty Europejskie w odniesieniu do Grenlandii – umowa prawa wspólnotowego określające warunki wystąpienia Grenlandii ze Wspólnot Europejskich zawarty w 1984. 
Traktat podpisano 13 marca 1984 w Brukseli, wszedł w życie 1 stycznia 1985.